# Android Oreo
Android 8 "Oreo" (tên mã phát triển là Android O) là phiên bản lớn thứ tám của hệ điều hành di động Android. Nó được phát hành lần đầu dưới dạng một phiên bản alpha xem trước cho nhà phát triển vào ngày 21 tháng 3 năm 2017. Bản xem trước thứ hai được phát hành ngày 17 tháng 5 năm 2017, được coi là phiên bản beta, và phiên bản xem trước thứ ba được phát hành ngày 8 tháng 6 năm 2017 với phần API được hoàn thiện. Vào ngày 24 tháng 7 năm 2017, một bản xem trước thứ tư được phát hành bao gồm những tính năng hệ thống cuối cùng cùng với những sửa lỗi và cải tiến mới nhất. Oreo được chính thức phát hành công khai vào ngày 21 tháng 8 năm 2017.
Google hé lộ một bức tượng với chủ đề món tráng miệng chính của bản cập nhật tại Công viên Phố 14 ở Manhattan, gần với nhà máy Nabisco nơi đã tạo ra chiếc Oreo đầu tiên.

## Lịch sử
Vào ngày 21 tháng 3 năm 2017, Google phát hành phiên bản xem trước đầu tiên cho nhà phát triển của Android "O", dành cho Nexus 5X, Nexus 6P, Nexus Player, Pixel C, và cả hai chiếc điện thoại thông minh Pixel. Phiên bản thứ hai, được coi là bản beta, được phát hành ngày 17 tháng 5 năm 2017. Phiên bản xem trước thứ ba được phát hành ngày 8 tháng 6 năm 2017. Phiên bản thứ tư và cũng là bản beta cuối cùng được phát hành ngày 24 tháng 7 năm 2017.
Phiên bản xem trước thứ ba đã hoàn thiện API của Oreo lên cấp độ 26, thay đổi giao diện người dùng máy ảnh, thay đổi lại thứ tự biểu tượng Wi-Fi và mạng di động, thêm các thông báo theo chủ đề, thêm hoạt họa pin trong phần Cài đặt: Pin, biểu tượng mới và nền tối hơn cho ứng dụng Đồng hồ, và thay đổi biểu tượng cho một số ứng dụng.
Vào ngày 18 tháng 8 năm 2017, Google ra mắt một trang web hé lộ theo chủ đề nhật thực, ghi ngày phát hành và giới thiệu tên của Android O vào ngày 21 tháng 8, trùng với sự kiện nhật thực tại Mỹ. Cái tên cuối cùng được giới thiệu là "Oreo", theo một thỏa thuận giữa Google và Nabisco, nhà sản xuất của thương hiệu bánh quy nổi tiếng thế giới. Các tập tin ảnh gốc được phát hành cho các thiết bị Nexus và Pixel tương thích cùng ngày.

## Tính năng

### Trải nghiệm người dùng
Các thông báo có thể được xóa bỏ, và sắp xếp theo các nhóm dựa trên chủ đề được gọi là các "kênh". Android Oreo hỗ trợ sẵn chế độ picture-in-picture (được hỗ trợ trong ứng dụng YouTube cho các thuê bao đăng ký dịch vụ YouTube Red, cùng với Chrome và nhiều ứng dụng khác). Việc thêm nhạc chuông, âm báo thức hay âm thông báo cũng được làm đơn giản hóa. Ứng dụng "Cài đặt" được nhận thiết kế mới, với chủ đề trắng và các phần cài đặt khác nhau được phân loại sâu hơn. Android TV cũng được cập nhật trình khởi động mới. Google khẳng định thời gian khởi động từ trạng thái hoàn toàn tắt sẽ nhanh hơn, và thời lượng pin cũng được cải thiện nhờ giảm thiểu hoạt động nền với những ứng dụng ít dùng thường xuyên.

### Nền tảng
Android Oreo bổ sung hỗ trợ công nghệ Neighborhood Aware Networking (NAN) cho Wi-Fi dựa trên Wi-Fi Aware, hỗ trợ các gam màu rộng trong các ứng dụng, API mới cho các trình tự động điền biểu mẫu, hỗ trợ đa quá trình và Google Safe Browsing cho WebViews, API mới cho phép tích hợp sâu vào hệ thống cho các ứng dụng VoIP, và khởi động các hoạt động trên màn hình hiển thị không dây. Android Runtime (ART) tiếp tục được cải tiến về hiệu năng và khả năng xử lý cache tốt hơn. Android Oreo được đặt thêm các giới hạn về các hoạt động nền của các ứng dụng để cải thiện thời lượng pin. Các ứng dụng có thể được đặt các "biểu tượng thích nghi" với những hình dạng khác nhau dựa trên chủ đề, như tròn, vuông và vuông tròn.
Android Oreo hỗ trợ các emoji mới được đưa vào chuẩn Unicode 10. Một phông emoji mới cũng được giới thiệu, đáng chú ý là các hình dạng khuôn mặt được thiết kế lại thành dạng tròn truyền thống, trái ngược với kiểu thiết kế "blob" trên Android "KitKat".
Cấu trúc bên trong của Android đã được xem xét lại để các đoạn mã cấp thấp hoặc dành cho một nhà sản xuất cụ thể, để hỗ trợ phần cứng của một thiết bị, được tách riêng ra khỏi khung làm việc của hệ điều hành Android sử dụng một lớp trừu tượng phần cứng được gọi là "giao diện nhà sản xuất". Các giao diện nhà sản xuất này phải được làm tương thích với các phiên bản sau này của Android; về cơ bản, các OEM sẽ chỉ cần thực hiện các chỉnh sửa cơ bản tới khung làm việc của hệ điều hành và các ứng dụng đi kèm để cập nhật thiết bị lên phiên bản về sau của Android, trong khi giữ nguyên giao diện nhà sản xuất. Khái niệm "cập nhật liền mạch" được giới thiệu trong Android 7.0 được cải tiến để tải các tập tin cập nhật trực tiếp vào phân cùng hệ thống, thay vì yêu cầu lưu trước vào phân vùng của người dùng, từ đó giảm yêu cầu phần lưu trữ trống cho các bản cập nhật hệ thống.
Hệ điều hành cũng giới thiệu một phiên bản khác dành cho các thiết bị cấp thấp có tên là Android Go, sẽ được sử dụng trên các thiết bị có ít hơn hoặc bằng 1 GB RAM. Các thiết bị này sẽ đi kèm với những tối ưu về nền tảng được thiết kế để tiết kiệm dung lượng dữ liệu di động (bao gồm cả việc mặc định bật chế độ Data Saver), và một bộ ứng dụng Google Mobile Services đặc biệt được thiết kế để sử dụng ít tài nguyên hơn và ít băng thông hơn (ví dụ như YouTube Go). Google Play Store cũng sẽ làm nổi bật các ứng dụng nhẹ phù hợp cho các thiết bị này.

### Bảo mật
Android Oreo đổi tên tính năng tự động quét các ứng dụng trên Google Play Store và các ứng dụng từ bên ngoài thành "Google Play Protect", và dành chú ý cho tính năng này cùng với chức năng Find My Device (trước kia là Android Device Manager) trong phần Bảo mật của ứng dụng Cài đặt. Thay vì đưa ra một nút bật tắt cài đặt duy nhất cho mọi ứng dụng từ bên ngoài Google Play Store, chức năng này được chuyển thành một quyền có thể được cấp cho từng ứng dụng (trong đó có các ứng dụng khách cho các cửa hàng ứng dụng bên thứ ba như Amazon Appstore và F-Droid). Chức năng xác minh khởi động được bổ sung tính năng "Rollback Protection", hạn chế cho thiết bị quay lại phiên bản Android trước, tránh để kẻ xấu vượt qua các lỗ hổng bảo mật chưa được vá trong các phiên bản trước.

## Các vấn đề
Việc kết nối Bluetooth gặp nhiều vấn đề mà trong các bản phát hành trước chưa gặp phải.
Android Oreo có thể sẽ dùng dữ liệu di động kể cả khi đã bật Wi-Fi.